# Puerto de Requejada

El puerto de Requejada en Cantabria (España), es un puerto fluvial situado en la parte inferior del curso del río Saja, a unas 3,5 millas de la desembocadura. En la actualidad está gestionado de modo privado por la empresa Julio Cabrero & Cia S.A.

## Historia

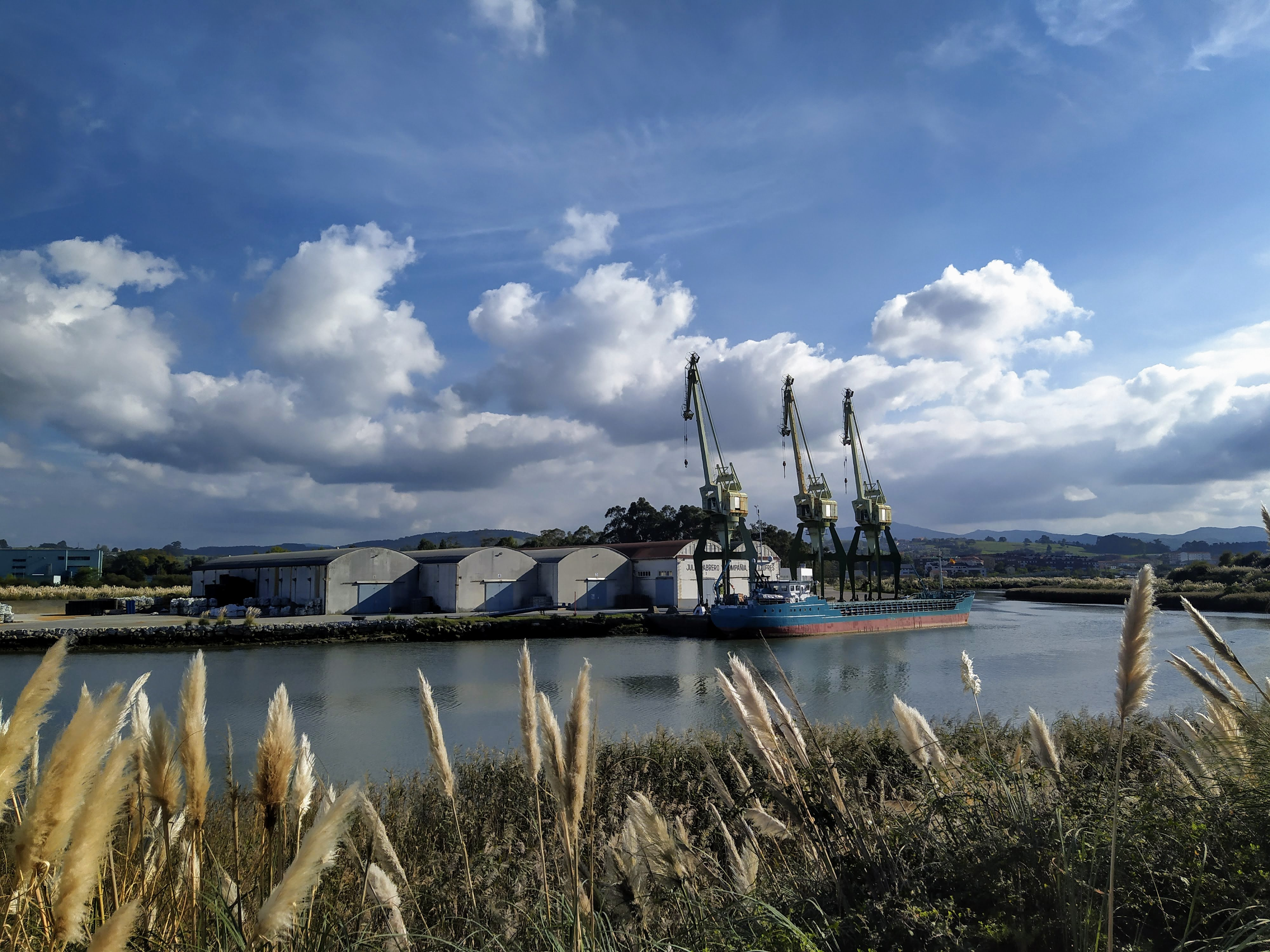
Muelle del puerto de Requejada.

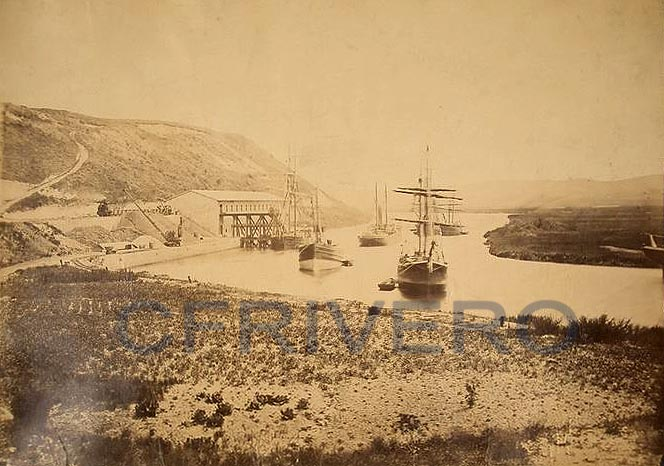
Instalaciones portuarias entre Hinojedo y Requejada a finales del.

A pesar de sus desventajas naturales con respecto al cercano puerto de Santander (acceso dificultoso a través de la ría de San Martín de la Arena, y sólo en pleamar dado el escaso calado), durante el siglo XIX el puerto de Requejada fue el principal punto de salida de las harinas castellanas, por delante de la capital. Esto se debió al ahorro de los 20 kilómetros de carretera que todavía debían de seguir las harinas si querían salir por Santander; sin embargo, la apertura del ferrocarril Alar-Santander en 1852 hizo que Requejada perdiera la supremacía harinera.
Aunque experimentó un crecimiento en el movimiento de mercancías a principios de los noventa, este fue declinando (41 millones de toneladas en 2006). Desde 2008 el puerto está cerrado debido a la acumulación de arenas en la bocana de la ría de San Martín de la Arena y la ausencia de labores de dragado.
En la actualidad el exalcalde de Polanco y dueño de la empresa que gestiona el puerto está intentando su reapertura por parte de la administración competente, fundando su utilidad en la misma ventaja de épocas pasadas: su cercanía a las empresas de la cuenca del Besaya.
Las tres grúas que forman parte del puerto estuvieron antaño en el Puerto de Santander.